# (12279) Laon
(12279) Laon (1990 WP4) – planetoida z pasa głównego asteroid okrążająca Słońce w ciągu 4,62 lat w średniej odległości 2,77 j.a. Odkryta 16 listopada 1990 roku.